# Rhyacophila hoangliensis
Rhyacophila hoangliensis är en nattsländeart som beskrevs av Wolfram Mey 1998. Rhyacophila hoangliensis ingår i släktet Rhyacophila och familjen rovnattsländor. Inga underarter finns listade i Catalogue of Life.